# Kong Frederik VIII's Død og Bisættelse
Kong Frederik VIII's Død og Bisættelse er en dansk dokumentarisk optagelse fra 1912. Optagelserne er ikke i kronologisk rækkefølge. Der er filmet flere steder i København under transporten af kongens kiste gennem byen.

## Handling
Amalienborg Slotsplads, store menneskemængder ser de kongelige køre bort i kareter. Christian 10., dronning Alexandrine, prinserne Frederik og Knud på balkonen. Krigsskibe i Københavns Havn. Hjuldamperen og kongeskibet Dannebrog ankommer til Københavns Havn den 17. maj 1912 efter at have ført Frederik 8. kiste fra Travemünde i Tyskland. Kisten føres i land, anbringes på vogn og føres i procession til Christiansborg Slotskirke. Den Kongelige Livgarde, husarer, artillerister og marinesoldater følger kisten. Med stort følge transporteres kisten fra Slotskirken mod Kristiansgade, hvor den anbringes i en jernbanevogn. Ankomsten til Roskilde, hvor man ser det store følge fra jernbanestationen og til kisten bæres ind i Domkirken. Folk står i kø for at komme ind og se kongens kiste i Christiansborg Slotskirke. Kisten føres ud, og sættes på vogn.